# Динијар Билјалетдинов
	Динијар Ринатович Билјалетдинов (рус. Динияр Ринатович Билялетдинов; 27. фебруар 1985) је бивши руски фудбалер који је играо на позицији везног играча.
Након што је почео као омладинац московске Локомотиве, већи део каријере је играо за руске клубове, од којих се најбоље истакао и најдуже задржао баш у Локомотиви за коју је одиграо скоро 200 утакмица у свим такмичењима.
За репрезентацију Русије наступао је 46 пута, а постигао 6 голова. Био је у саставу Русије на Европском првенству 2008. године.